# ضريح بابا لقمان
ضريح بابا لقمان (بالفارسية: آرامگاه بابا لقمان) هي مقبرة (لقمان سرخسي) تاريخية تعود إلى عصر القرن ثامن الهجري، وتقع في سرخس.